# Ove Ekebjærg
Ove Ekebjærg eigentlich Ove Ekebjærg Rasmussen (* 3. März 1934 in Kopenhagen) ist ein dänischer Schachspieler. Er wurde 1976 Europameister und 1999 Vizeweltmeister im Fernschach.

## Fernschach
1960 begann Ekebjærg mit dem Fernschach. Er qualifizierte sich rasch für die Teilnahme an der Europameisterschaft. 1967 erreichte er bei der 2. Europameisterschaft Platz 4. Bei der 3. Europameisterschaft gelangte er 1972 auf einen geteilten dritten Rang. Schließlich gewann er 1976 die 10. Europameisterschaft. Dafür verlieh ihm der Weltfernschachverband ICCF den Titel Internationaler Meister im Fernschach.
Ekebjærg nahm auch mehrfach an Endrunden zur Fernschachweltmeisterschaft teil. Dabei erreichte er bei der 9. WM 1977/83 Platz 7 und bei der 16. WM 1999/2004 Platz 12. Sein größter Erfolg war die Vizeweltmeisterschaft bei der 14. WM 1994/99 mit einem halben Punkt Rückstand hinter dem Esten Tõnu Õim. Ekebjærg erreichte den 2. Platz beim „Julius Nielsen Memorial“ 1985/90; der Sieger war Jonathan Penrose. 1987 wurde er Großmeister.

## Turnierschach
Ekebjærg ist auch am Brett ein starker Spieler. In Dänemark wird er in der obersten Kategorie Landsholdsklassen geführt. 1967 nahm er am Finale der dänischen Meisterschaft teil, belegte allerdings den letzten Platz.

## Eröffnung
Oft wählt Ekebjærg mit Weiß selbst gegen stärkste Gegner erfolgreich die unregelmäßige Eröffnung 1. Sc3.

## Privat
Ekebjærg arbeitet in der Handelsbank Kopenhagen als Kontorchef. Seinen Familiennamen Rasmussen hat er seit langem abgelegt.